# مظاهرات رسمية

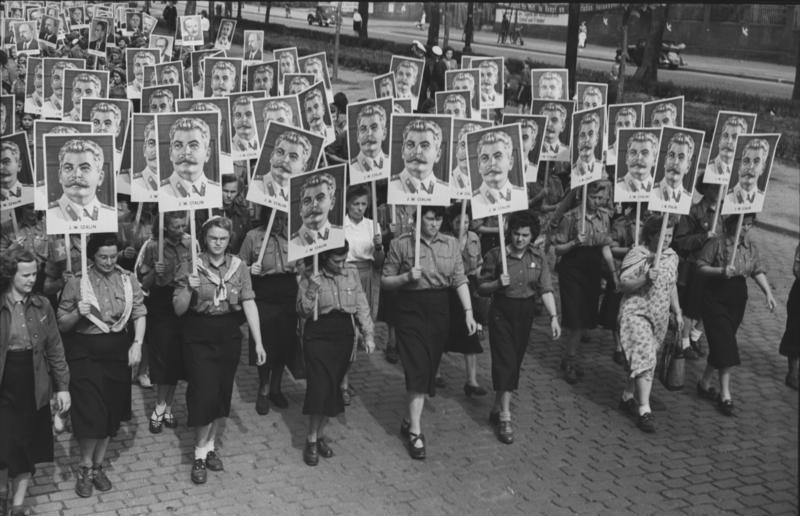
یوم الشابات, 9 أغسطس 1951

المظاهرات المُنظَّمة من قِبل الحكومة أو ما يُعرَف بالمظاهرات الرسمية هي تظاهرات تنظمها حكومة الدولة.
وقد شهدت كلٌ من جمهورية إيران الإسلامية، وجمهورية الصين الشعبية، وجمهورية كوبا، والاتحاد السوفيتي, وإيطاليا الفاشية، وألمانيا النازية - إلى جانب دول أخرى - هذا النوع من التظاهرات المُنظَمة من قِبل الحكومة.
في إيران، تنظم الحكومة تظاهرات، مثل التظاهرات التي تحتفي بذكرى الثورة الإسلامية. وفي الماضي، كان المشاركون في هذه التظاهرات يهتفون بسقوط إسرائيل وسقوط أمريكا.
تنظم كذلك حكومة كوريا الشمالية دومًا تظاهرات مناهضة لكوريا الجنوبية أو الولايات المتحدة، أو مؤيدة لسياسات الحكومة.